# کاران-یلگا
کاران-یلگا (انگلیسی: Karan-Yelga) یک شهرک در شهرستان گافوریسکی استان باشقیرستان کشور روسیه است.